# Amomum vermanum
Amomum vermanum är en enhjärtbladig växtart som beskrevs av S.Tripathi och V.Prakash. Amomum vermanum ingår i släktet Amomum och familjen Zingiberaceae.
Artens utbredningsområde är Assam (Indien). Inga underarter finns listade i Catalogue of Life.